# Guglielmo (vescovo di Arezzo)
Guglielmo (X secolo – XI secolo) è stato un vescovo italiano.

## Biografia
Fu il quarantunesimo vescovo di Arezzo. Apparteneva alla famiglia di origine germanica degli Azzi. Resse la diocesi fra il 1010 e, probabilmente, il 1013 in continuità con il predecessore Elemperto del quale era stato il principale collaboratore.
Storicamente fu senza dubbio vescovo di Arezzo, ma non fu inserito negli elenchi ufficiali. Su questa anomalia sono state fatte varie ipotesi ma non è emersa una ragione pienamente convincente.